# Inspector Gadget (2015)
Inspector Gadget (Inspector Gadget (título em Portugal) ou Inspetor Bugiganga (título no Brasil)) é uma série de animação computadorizada canadiana produzida pela DHX Media Company. É sequela da série original, que foi emitida entre 1983 e 1986. A série foi anunciada em 11 de junho de 2013, com 26 episódios.
A série estreou em 3 de janeiro de 2015 na França, e no Canadá a série foi transmitida pelo canal Teletoon em 7 de setembro.
Em Angola e Moçambique a série estreou no Boomerang, em 21 de abril de 2015, no mesmo dia que o canal foi lançado.
No Brasil, Inspetor Bugiganga foi adquirido pelo canal Boomerang, e estreou em 10 de agosto de 2015. Também é exibida no Cartoon Network, aos domingos, as 8:00 horas da manhã.
Em Portugal, a série estreou na Netflix no dia 15 de outubro de 2015 e na SIC em 8 de abril de 2017, nas Manhãs de Animação. Em 2018, passou a ser exibida apenas no Boomerang. Mais tarde, estreou em 5 de junho de 2023 no Panda Kids.

## Enredo
A série é estrelada por Penny, que agora aos 15 anos, é uma agente oficial em treinamento, junto de Crânio, seu cachorro assistente. Quando o Doutor Garra é descongelado de um iceberg e reativa a corporação "MAD", o Chefe Quimby chama o Inspetor Bugiganga, que regressa para impedir os planos malignos do Garra, mas desta vez, com Penny e Crânio ao seu lado. Um novo personagem é introduzido na série, Talon Scolex (chamado só de Talon na série), o sobrinho do Doutor Garra, por quem Penny tem uma queda.

## Elenco

### Original
- Ivan Sherry como Inspector Gadget
- Tara Strong como Penny Brown
- Scott McCord como Brain
- Derek McGrath como Chief Quimby
- Lyon Smith como Talon Scolex
- Martin Roach como Dr. Claw e Professor Von Slickstein

### Dublagem brasileira
- Sérgio Moreno - Inspetor Bugiganga
- Carina Eiras - Penny
- Júlio Monjardim - Dr. Garra
- Felipe Drummond - Talon Scolex
- Eduardo Drummond - Nigel St. De La Peppertone
- Giulia Monjardim - Kayla
- Diretor de Dublagem: Luiz Sérgio Navarro
- Estúdio: Sérgio Moreno Filmes

## Continuidade e atualização
Apesar da nova série de 2015 se mostrar contemporânea, enquanto a série original se passava nos anos 80, ela dá uma certa continuidade à antiga, mas dando a entender que a época em que o Inspetor Bugiganga atuava como um agente, se passava entre o final dos anos 90 e o início de 2000. Como acontece no episódio "Spy School Reunion", onde Bugiganga vê uma foto dele mesmo, junto de outra agente, usando seu antigo uniforme, e diz que a foto é 1997.
Outras referências aos acontecimentos da série de 1983, aparecem nas partes 1 e 2, do primeiro episódio da série de 2015 chamado "Inspector Gadget 2.0". Na parte 1, o uniforme usado pelo Inspetor na série antiga, aparece em exposição dentro de uma cúpula de vidro, pouco antes dele ganhar seu novo uniforme. Já na parte 2, o "carro bugiganga" de 83, aparece na garagem da casa de Penny e Bugiganga. Em um outro episódio chamado "Ticked Off", Penny aparece usando como pijama, a roupa que ela usava na série antiga dos anos 80 .
A série de 2015 também mostra que se passa em tempos modernos, devido aos personagens aparecerem usando redes sociais, parecidas com o Facebook e Myspace, além de celulares com vários aplicativos. Outros personagens e elementos contemporâneos aparecem no episódio "Rock Out", onde aparece um personagem que é uma paródia à Justin Bieber, e uma referência ao cantor russo, Eduard Khil (que apareceu em um clipe de 1976 cantando a canção "Trololo", e que se tornou um meme muito popular na internet em meados de 2010). Isso ocorre quando o Inspetor diz já ter sido um cantor em sua juventude, e em seguida ele aparece em um flashback cantando "Go go Gadget go" em um ritmo parecido com o da canção "Trololo", e ao mesmo tempo andando e mexendo os braços de forma parecida com a que Eduard Khil faz em seu vídeo. Nessa cena Bugiganga também aparece usando uma roupa, bigodes e cabelos compridos, que lembram o visual do cantor Demis Roussos.

## Transmissão
Em 4 de dezembro de 2014, foi anunciado que a série seria transmitida pelo canal Boomerang, em vários países, em 2015.
Na França, a série foi transmitida pelo canal Boomerang, em 3 de janeiro de 2015.
Na Austrália a série foi transmitida pelo Boomerang, em 5 de janeiro de 2015.
Na Alemanha, a série foi transmitida pelo canal Super RTL, em 9 de janeiro de 2015 e pelo Boomerang em 16 de fevereiro.
Na África e Médio Oriente, a série estreou no canal Boomerang, em 14 de janeiro de 2015.
Nos países da Europa Central e Oriental, Inspector Gadget começou a ser transmitido em 2 de fevereiro de 2015 no canal Boomerang.
Na Itália, Irlanda, e no Reino Unido, a série estreou em 16 de fevereiro de 2015 nos canais Boomerang.
Nos Estados Unidos, originalmente a série estava programada para estrear no Cartoon Network, mas em 26 de fevereiro foi anunciado que a série estaria disponível no Netflix, em 27 de março de 2015.
Em Angola e Moçambique a série estreou no dia 21 de abril de 2015 no Boomerang.
Em Portugal estreou na Netflix em 15 de outubro de 2015, porém estreou na SIC no dia 8 de abril de 2017.
| País                  | Canal                  | Data de Estreia         |
| --------------------- | ---------------------- | ----------------------- |
| França                | Boomerang              | 3 de janeiro de 2015    |
| Austrália             | Boomerang              | 5 de janeiro de 2015    |
| Alemanha              | Boomerang              | 16 de fevereiro de 2015 |
| Alemanha              | Super RTL              | 9 de janeiro de 2015    |
| África                | Boomerang              | 14 de janeiro de 2015   |
| África                | OSN                    | 14 de janeiro de 2015   |
| África                | DStv                   | 14 de janeiro de 2015   |
| Médio Oriente         |                        | 14 de janeiro de 2015   |
| OSN                   |                        | 14 de janeiro de 2015   |
| Cartoon Network       | 6 de março de 2015     |                         |
| Til Tul               | -                      |                         |
| Grécia                | Boomerang              | 2 de fevereiro de 2015  |
| Chipre                | Boomerang              | 2 de fevereiro de 2015  |
| Hungria               | Boomerang              | 2 de fevereiro de 2015  |
| M2                    | 21 de agosto de 2017   |                         |
| Boomerang             | 2 de fevereiro de 2015 |                         |
| Boomerang             | 2 de fevereiro de 2015 | Países Baixos           |
| Boomerang             | 2 de fevereiro de 2015 | Polónia                 |
| Boomerang             | 2 de fevereiro de 2015 | Roménia                 |
| Boomerang             | 2 de fevereiro de 2015 | Rússia                  |
| Карусель              | 2017                   |                         |
| Itália                | Boomerang              | 16 de fevereiro de 2015 |
| Itália                | Cartoonito             | 16 junho de 2017        |
| Irlanda               | Boomerang              | 16 de fevereiro de 2015 |
| Reino Unido           | Boomerang              | 16 de fevereiro de 2015 |
| Pop                   | 8 de janeiro de 2018   |                         |
| Estados Unidos        | Netflix                | 27 de março de 2015     |
| Estados Unidos        | Universal Kids         | 20 de novembro de 2017  |
| Angola                | Boomerang              | 21 de abril de 2015     |
| Moçambique            | Boomerang              | 21 de abril de 2015     |
| Portugal              | Netflix                | 15 de outubro de 2015   |
| Portugal              | SIC                    | 8 de abril de 2017      |
| Portugal              | Boomerang              | 2018                    |
| Portugal              | Panda Kids             | 5 de junho de 2023      |
| Espanha               | Boing                  | 3 de julho de 2017      |
| Espanha               | Netflix                | 1 de dezembro de 2016   |
| América Latina Brasil | Boomerang              | 10 de agosto de 2015    |
| América Latina Brasil | Cartoon Network        | -                       |
| Canadá                | Teletoon               | 7 de setembro de 2015   |
| Canadá                | Family Channel         | 8 de janeiro de 2018    |
| Israel                | Arutz HaYeladim        | -                       |

## Resumo
| Temporada | Temporada | Episódios | Exibição original      | Exibição original    | Exibição em Angola e Moçambique | Exibição em Angola e Moçambique | Exibição no Brasil   | Exibição no Brasil | Exibição em Portugal                    | Exibição em Portugal      |
| Temporada | Temporada | Episódios | Estreia de temporada   | Final de temporada   | Estreia de temporada            | Final de temporada              | Estreia de temporada | Final de temporada | Estreia de temporada                    | Final da temporada        |
| --------- | --------- | --------- | ---------------------- | -------------------- | ------------------------------- | ------------------------------- | -------------------- | ------------------ | --------------------------------------- | ------------------------- |
|           | 1         | 26        | 27 de março de 2015    | 14 de agosto de 2015 | 21 de abril de 2015             | 14 de agosto de 2015            | 10 de agosto de 2015 | TBA                | 2015 (Netflix) 8 de abril de 2017 (SIC) | 16 de julho de 2017 (SIC) |
|           | 2         | TBA       | 6 de fevereiro de 2017 | TBA                  | TBA                             | TBA                             | TBA                  | TBA                | TBA                                     | TBA                       |

### 1ª Temporada (2015)
| #   | Título | Dirigido por                 | Escrito por                               | Exibição original                                                                                      |
| --- | --- | ---------------------------- | ----------------------------------------- | --- |
| 1   | "Inspetor Bugiganga 2.0 Parte 1 / Inspetor Bugiganga 2.0 Parte 2 (BR) Gadget 2.0 Parte 1 / Gadget 2.0 Parte 2 (PT)" "Gadget 2.0 Part I / Gadget 2.0 Part II" | William Gordon Phillip Stamp | Doug Hadders e Adam Rotstein              | 27 de março de 2015 21 de abril de 2015 10 de agosto de 2015 7 de setembro de 2015 8 de abril de 2017  |
| 2a  | "Torre Alta (BR) Torres Imponentes (PT)" "Towering Towers"                                                                                                   | Pedram                       | Doug Hadders e Adam Rotstein              | 27 de março de 2015 11 de agosto de 2015 22 de abril de 2015 9 de abril de 2017                        |
| 2b  | "Fim de Jogo, Cara (BR) Game Over, Meu, Game Over (PT)" "Game Over, Man"                                                                                     | Pedram                       | Doug Hadders e Adam Rotstein              | 27 de março de 2015 11 de agosto de 2015 22 de abril de 2015 9 de abril de 2017                        |
| 3a  | "O Astro Pop (BR) Estrela Pop (PT)" "Rock Out" | William Gordon               | Doug Hadders e Adam Rotstein              | 27 de março de 2015 12 de agosto de 2015 23 de abril de 2015 22 de abril de 2017                       |
| 3b  | "Faça uma Pose (BR) Em Posse de Amostra Tecnológica (PT)" "Strike a Pose"                                                                                    | William Gordon               | David Dias                                | 27 de março de 2015 12 de agosto de 2015 23 de abril de 2015 22 de abril de 2017                       |
| 4a  | "Um Protagonista Melhor (BR) Uma Turma MAD Melhor (PT)" "A Better Class of MAD"                                                                              | Pedram                       | Andrew Harrison                           | 27 de março de 2015 13 de agosto de 2015 24 de abril de 2015 23 de abril de 2017                       |
| 4b  | "Bugiganga Gripado (BR) A Culpa é do Claw (PT)" "Cough Due to Claw"                                                                                          | William Gordon               | Doug Hadders e Adam Rotstein              | 27 de março de 2015 13 de agosto de 2015 24 de abril de 2015 23 de abril de 2017                       |
| 5a  | "O Fim dos Campeonatos de Cães (BR) Acabou o Espetáculo (PT)" "Dog Show Days Are Over"                                                                       | Pedram                       | Emer Connon                               | 27 de março de 2015 14 de agosto de 2015 26 de abril de 2015 29 de abril de 2017                       |
| 5b  | "Uma Maçã Podre (BR / PT)" "One Bad Apple" | William Gordon               | Shawn Kalb                                | 27 de março de 2015 14 de agosto de 2015 26 de abril de 2015 29 de abril de 2017                       |
| 6a  | "Loucura a Vácuo (BR) Aspirador da MAD (PT)" "Sucks Like MAD"                                                                                                | Pedram                       | Alice Prodanou                            | 27 de março de 2015 17 de agosto de 2015 27 de abril de 2015 30 de abril de 2017                       |
| 6b  | "Uma Garra para Talon (BR) Uma Garra para o Talon (PT)" "A Claw for Talon"                                                                                   | William Gordon               | Andrew Harrison                           | 27 de março de 2015 17 de agosto de 2015 27 de abril de 2015 30 de abril de 2017                       |
| 7a  | "A Bomba do Bugiganga (BR) A Bomba Gadget (PT)" "Gadget’s Da Bomb"                                                                                           | Pedram                       | David Dias                                | 27 de março de 2015 18 de agosto de 2015 28 de abril de 2015 6 de maio de 2017                         |
| 7b  | "Seminário Bugiganga (BR) Seminário Gadget (PT)" "Gadget Management"                                                                                         | William Gordon               | Shawn Kalb                                | 27 de março de 2015 18 de agosto de 2015 28 de maio de 2015 6 de maio de 2017                          |
| 8a  | "Diamantes são os Melhores Amigos da Louco (BR) Os Diamantes são os Melhores Amigos de um MAD (PT)" "Diamonds are a MAD’s Best Friend"                       | Pedram                       | Doug Hadders e Adam Rotstein              | 27 de março de 2015 19 de agosto de 2015 30 de maio de 2015 7 de maio de 2017                          |
| 8b  | "Cronometrado (BR) Parados no Tempo (PT)" "Ticked Off" | William Gordon               | Evan Thaler Hickey                        | 27 de março de 2015 19 de agosto de 2015 4 de junho de 2015 7 de maio de 2017                          |
| 9a  | "Entrando Numa Furada (BR) Mãos à Obra (PT)" "You Know the Drill"                                                                                            | William Gordon               | Emer Connon                               | 27 de março de 2015 20 de agosto de 2015 28 de setembro de 2015 8 de junho de 2015 13 de maio de 2017  |
| 9b  | "Operação Reunião da Sede (BR) Operação Reunião Quartel-General (PT)" "Spy School Reunion"                                                                   | Phillip Stamp                | Shawn Kalb                                | 27 de março de 2015 20 de agosto de 2015 28 de setembro de 2015 9 de junho de 2015 13 de maio de 2017  |
| 10a | "De Primeira (BR) Dónutes Envenenados (PT)" "A Hole in One"                                                                                                  | Phillip Stamp                | Alice Prodanou                            | 27 de março de 2015 21 de agosto de 2015 21 de setembro de 2015 11 de junho de 2015 14 de maio de 2017 |
| 10b | "Operação Abracadabra (BR) Operação Hocus Pocus (PT)" "Operation Hocus Pocus"                                                                                | William Gordon               | Sean Jara                                 | 27 de março de 2015 21 de agosto de 2015 21 de setembro de 2015 7 de julho de 2015 14 de maio de 2017  |
| 11a | "Dirigível da Louco (BR) Viagem MAD Futurista (PT)" "MAD Carpet Ride"                                                                                        | Phillip Stamp                | Andrew Harrison                           | 27 de março de 2015 24 de agosto de 2015 8 de julho de 2015 20 de maio de 2017                         |
| 11b | "Aplicativos da Louco (BR) Dias Appy (PT)" "Appy Days" | William Gordon               | Andrew Harrison                           | 27 de março de 2015 24 de agosto de 2015 8 de julho de 2015 20 de maio de 2017                         |
| 12a | "Na Mira do Acelerador (BR) Super-Colisão (PT)" "Colliderscope"                                                                                              | Phillip Stamp                | Evan Thaler Hickey                        | 27 de março de 2015 25 de agosto de 2015 10 de julho de 2015 21 de maio de 2017                        |
| 12b | "O Jogo Dela É Perigoso (BR / PT)" "She Got Dangerous Game"                                                                                                  | William Gordon               | Emer Connon                               | 27 de março de 2015 25 de agosto de 2015 10 de julho de 2015 21 de maio de 2017                        |
| 13a | "Bugi-tanic (BR) O Meu Gadget Viverá (PT)" "My Gadget Will Go On"                                                                                            | Phillip Stamp                | Shawn Kalb                                | 27 de março de 2015 26 de agosto de 2015 12 de julho de 2015 27 de maio de 2017                        |
| 13b | "Ioga Bugiganga (BR) O Gadgetator (PT)" "The Gadgetator" | William Gordon               | Craig Martin                              | 27 de março de 2015 26 de agosto de 2015 12 de julho de 2015 27 de maio de 2017                        |
| 14a | "Cabeçudos (PT)" "Head Case" | Phillip Stamp                | Alice Prodanou                            | 27 de março de 2015 14 de julho de 2015 28 de maio de 2017                                             |
| 14b | "Liguem os Vossos Gadgets (PT)" "Start Your Gadgets" | William Gordon               | Shawn Kalb                                | 27 de março de 2015 14 de julho de 2015 28 de maio de 2017                                             |
| 15a | "Mente Sobre Maldade (PT)" "Mind over MADder" | David Watson                 | Sean Cullen                               | 27 de março de 2015 16 de julho de 2015 3 de junho de 2017                                             |
| 15b | "Dia de Treino (PT)" "Train-ing Day" | William Gordon               | Dave Dias (história) e Evan Thaler Hickey | 27 de março de 2015 16 de julho de 2015 3 de junho de 2017                                             |
| 16a | "Yeti no Gelo (PT)" "Ice, Ice Yeti" | David Watson                 | Andrew Harrison                           | 27 de março de 2015 18 de julho de 2015 4 de junho de 2017                                             |
| 16b | "Festa Encharcada (PT)" "MAD Soaker" | William Gordon               | Andrew Anningson                          | 27 de março de 2015 18 de julho de 2015 4 de junho de 2017                                             |
| 17a | "A Fonte de Cortez (PT)" "The Fountain of Cortez" | Derek Jessome                | John Saltzman                             | 29 de agosto de 2015 14 de setembro de 2015 20 de julho de 2015 11 de junho de 2017                    |
| 17b | "Uni-Má (PT)" "Evil U" | William Gordon               | Emer Connon                               | 29 de agosto de 2015 14 de setembro de 2015 20 de julho de 2015 11 de junho de 2017                    |
| 18a | "LobiBrain de Londres (PT)" "WereBrain of London" | David Watson                 | Evan Thaler Hickey                        | 29 de agosto de 2015 22 de julho de 2015 17 de junho de 2017                                           |
| 18b | "Pateta no Comando (PT)" "Airhead to the Throne" | William Gordon               | Laurie Elliot                             | 29 de agosto de 2015 22 de julho de 2015 17 de junho de 2017                                           |
| 19a | "Perdidos na Cidade Perdida de Atlantis (PT)" "Lost in the Lost City of Atlantis"                                                                            | David Watson                 | Josh Saltzman                             | 29 de agosto de 2015 23 de julho de 2015 24 de junho de 2017                                           |
| 19b | "Um Penny (PT)" "A Penny Saved" | William Gordon               | Andrew Anningson                          | 29 de agosto de 2015 23 de julho de 2015 24 de junho de 2017                                           |
| 20a | "Penny a Dobrar (PT)" "Double O’Penny" | David Watson                 | Sean Jara                                 | 29 de agosto de 2015 24 de julho de 2015 25 de junho de 2017                                           |
| 20b | "Adoramos o Gadget (PT)" "We Heart Gadget" | William Gordon               | Evan Thaler Hickey                        | 29 de agosto de 2015 24 de julho de 2015 25 de junho de 2017                                           |
| 21a | "Mini Talon (PT)" "Tiny Talon Time" | David Watson                 | Laurie Elliot                             | 29 de agosto de 2015 29 de julho de 2015 1 de julho de 2017                                            |
| 21b | "Camaradagem do Anel (PT)" "Fellowsheep of the Ring" | William Gordon               | Shawn Kalb                                | 29 de agosto de 2015 30 de julho de 2015 1 de julho de 2017                                            |
| 22a | "Clawrrompido (PT)" "A Clawruption" | Derek Jessome                | Emer Connon                               | 10 de agosto de 2015 29 de agosto de 2015 2 de julho de 2017                                           |
| 22b | "MAD para Sempre (PT)" "Forever MAD" | William Gordon               | Sean Cullen                               | 10 de agosto de 2015 29 de agosto de 2015 2 de julho de 2017                                           |
| 23a | "Além da Cúpula Gadget (PT)" "Beyond Gadgetdome" | David Watson                 | Shawn Kalb                                | 11 de agosto de 2015 29 de agosto de 2015 8 de julho de 2017                                           |
| 23b | "Corpos Trocados (PT)" "Brain Drain" | William Gordon               | Emer Connon                               | 11 de agosto de 2015 29 de agosto de 2015 8 de julho de 2017                                           |
| 24a | "O Que É o MADtrix? (PT)" "What is the MADtrix" | David Watson                 | Shawn Kalb                                | 12 de agosto de 2015 29 de agosto de 2015 9 de julho de 2017                                           |
| 24b | "Desafio Gadget Radical (PT)" "Most Extreme Gadget Challenge"                                                                                                | William Gordon               | Josh Saltzman                             | 12 de agosto de 2015 29 de agosto de 2015 9 de julho de 2017                                           |
| 25a | "Destruir as Pirâmides (PT)" "Pyramid Scheme" | David Watson                 | Emer Connon                               | 13 de agosto de 2015 29 de agosto de 2015 15 de julho de 2017                                          |
| 25b | "De Volta Ao Futuro MAD (PT)" "Back to the MAD Future" | William Gordon               | Sean Jara                                 | 13 de agosto de 2015 29 de agosto de 2015 15 de julho de 2017                                          |
| 26a | "Para Rússia, Com Amor (PT)" "Tool Russia, With Love" | David Watson                 | Doug Hadders e Adam Rotstein              | 14 de agosto de 2015 29 de agosto de 2015 16 de julho de 2017                                          |
| 26b | "Na Reserva (PT)" "Low Speed" | William Gordon               | Doug Hadders e Adam Rotstein              | 14 de agosto de 2015 29 de agosto de 2015 16 de julho de 2017                                          |

### 2ª Temporada (2017)
New Episodes